# Péninsule Brown
La péninsule Brown (en anglais : Brown Peninsula) est une péninsule de la Terre Victoria, en Antarctique.
Presque libre de glace, longue de 19 km et large de 7 km, elle s'élève au-dessus de la barrière de Ross au nord du mont Discovery, à laquelle elle est reliée par un isthme. Elle se situe à l'ouest de l'île Black et de l'île White.
Découverte par l'expédition Discovery (1901–1904), elle est d'abord considérée comme une île avant son étude plus approfondie.